# Луций Альбий Пуллаен Поллион
Луций Альбий Пуллаен Поллион (лат. Lucius Albius Pullaienus Pollio) — римский политический деятель второй половины I века.
О происхождении Поллиона нет никаких сведений. В 90 году он занимал должность консула-суффекта. Принадлежал к числу наиболее лояльных к императору Домициану сенаторов. Между 104 и 105 годом Поллион находился на посту проконсула провинции Азия. Возможно, его следует идентифицировать с владельцем пекарни, упоминаемым в надписи от 123 года.